# Preis der Stadt Wien für Publizistik
Der Preis der Stadt Wien für Publizistik ist der seit 1951 jährlich verliehene Publizistikpreis der Stadt Wien. Der Preis ist mit 10.000 Euro dotiert (Stand 2020).

## Preisträger
- 1951: Alfred Polgar
- 1952: Max Graf
- 1953: Friedrich Funder
- 1954: Paul Deutsch
- 1955: Rudolf Holzer
- 1956: Oscar Pollak
- 1957: Edwin Rollett
- 1958: Richard Charmatz
- 1959: Oskar Maurus Fontana
- 1960: Jacques Hannak
- 1961: Vincenz Ludwig Ostry
- 1962: Roman Herle
- 1963: Rudolf Kalmar junior
- 1964: Karl Ausch
- 1965: Otto Basil
- 1966: Friedrich Torberg
- 1967: Alfred Magaziner
- 1968: Kurt Skalnik
- 1969: Franz Taucher
- 1970: Otto Leichter
- 1971: Julius Braunthal
- 1972: Hans Weigel
- 1973: Richard Kurfürst
- 1974: Hans Heinz Hahnl
- 1975: Claus Gatterer
- 1976: Hilde Spiel
- 1977: Jean Améry
- 1978: Alfred Schmeller
- 1979: Otto Schulmeister
- 1980: Günther Anders
- 1981: Otto Breicha
- 1982: Barbara Coudenhove-Kalergi
- 1983: Marthe Robert
- 1984: Wieland Schmied
- 1985: Carl E. Schorske
- 1986: Hugo Portisch
- 1987: Franz Schuh
- 1988: Hermann Langbein
- 1989: Ulrich Weinzierl
- 1990: Friedrich Achleitner
- 1991: Armin Thurnher
- 1992: Peter Huemer
- 1993: Trautl Brandstaller
- 1994: Erwin Chargaff
- 1995: Elizabeth T. Spira
- 1996: Hubertus Czernin
- 1997: Otto Kapfinger
- 1998: Kurt Kahl
- 1999: Elfriede Hammerl
- 2000: Doron Rabinovici
- 2001: Sigrid Löffler
- 2002: Hermes Phettberg
- 2003: Ruth Klüger
- 2004: Brigitte Hamann
- 2005: Walter Zschokke
- 2006: Isolde Charim
- 2007: Kurt Neumann
- 2008: Karl Woisetschläger
- 2009: Klaus Nüchtern
- 2010: Michael Schrott
- 2011: Jan Tabor
- 2012: Renata Schmidtkunz
- 2013: Erich Klein
- 2014: Walter Schübler
- 2015: Adolf Holl
- 2016: Hellmut Butterweck
- 2017: Harald Klauhs
- 2018: Murray G. Hall
- 2019: Evelyn Adunka
- 2020: Gabriele Anderl
- 2021: Susanne Scholl
- 2022: Eva Geber
- 2023: Martin Pollack
- 2024: Cornelius Hell[2]
- 2025: Ernst Strouhal[3]